# Banja (Priboj)
Banja (în sârbă Бања), cunoscut și ca Pribojska banja (în sârbă Прибојска бања), este un sat în comuna Priboj din districtul Zlatibor situat în partea de vest a Serbiei. A avut, conform recensământului din 2011, o populație de 2.987 de locuitori.

## Geografie
Banja se află în partea centrală a comunei Priboj, la o distanță de 5 km de centrul orașului Priboj, la o latituinde de 550 de metri. Satul se întinde pe valea râului Lim într-o zonă împădurită și înconjurată de munții Stari Vlah. Partea nordică a satului este cea mai înaltă, aici aflându-se vârful Crni Vrh, acoperit cu păduri de pini, iar în partea sudică sunt păduri de tei și molizi.
Satul a devenit cunoscut ca stațiune balneară, aici aflându-se câteva izvoare cu apă termominerală ce țâșnește la temperatura de 37°C, izvoare ce erau cunoscute încă din vremea stăpânirii romane. În localitate se află un centru balnear construit în 1971, care conține trei bazine mari și trei bazine mici, un bazin mare particular pe locul unui hotel neterminat și Mănăstirea Banja închinată Sfântului Nicolae. Mănăstirea a fost construită în secolul al XII-lea pe vremea țarilor din dinastia Nemanjic, în aceeași perioadă cu Mănăstirea Mileševa.
O parte a terenului stațiunii a fost restituit în februarie 2013 Eparhiei de Mileševa a Bisericii Ortodoxe Sârbe.

## Istorie
În 1154 călătorul și cartograful arab Muhammad al-Idrisi a marcat pe harta lumii micul oraș Banja de pe râul Lim. Sfântul Sava a stabilit în 1219 Mănăstirea Banja drept unul dintre primele opt reședințe episcopale ale Bisericii Ortodoxe Sârbe, înființând Eparhia de Dabar la granița cu Bosnia medievală. Arheologii de la Institutul pentru Protecția Monumentelor Culturale au descoperit lângă Mănăstirea Banja în 2012 ruinele unei așezări urbane medievale și ruinele mănăstirii originale „Sfântul Nicolae Dabarski”.
Biserica mănăstirească cu hramul Sf. Nicolae a fost ctitorită de țarul sârb Ștefan Dečanski (1322-1331). Țarul și-a refăcut sănătatea după ce a băut apă potabilă de la un izvor mineral fierbinte. Mănăstirea originală a fost distrusă de otomani și reconstruită de mai multe ori în cursul timpului. Mănăstirea a fost distrusă și reconstruită în mod repetat, ultima oară în anul 1905. În cea de-a doua jumătate a secolului al XIX-lea a existat în apropierea izvorului de apă termominerală o moară de apă.

## Educație
Școala primară Nikola Tesla este singura școală din Banja. Ea datează din anul 1853.

## Demografie
Localitatea Banja are 1676 de adulți, cu o vârstă medie de 38,1 ani (36,2 pentru bărbați și 40,0 pentru femei). În localitate există 707 de gospodării, iar numărul mediu de membri pe gospodărie este de 3,05.
Această așezare este populată în mare parte de etnici sârbi (conform recensământului din anul 2002).
| An        | 1948  | 1953  | 1961  | 1971  | 1981  | 1991  | 2002  | 2011 |
| --------- | ----- | ----- | ----- | ----- | ----- | ----- | ----- | ---- |
| Populație | 1.639 | 1.765 | 2.148 | 2.300 | 2.164 | 2.157 | 2.163 | 2987 |

|  |

## Legături externe
- Pribojska Banja - Pagina FB neoficială
- Hărți, aeroporturi și vreme
- Hartă satelit Google